# Georg Kelstrup
Georg Kelstrup (Hillerød, Dinamarca, 2 de julio de 2004) es un piloto de automovilismo danés. En 2022 corrió en el Campeonato de España de F4.

## Resumen de carrera
| Temporada | Categoría                                  | Equipo         | Carreras     | Victorias    | Poles        | VR           | Podios       | Puntos       | Pos.         |
| --------- | ------------------------------------------ | -------------- | ------------ | ------------ | ------------ | ------------ | ------------ | ------------ | ------------ |
| 2021      | Campeonato de España de F4                 | MP Motorsport  | 21           | 1            | 0            | 0            | 2            | 65           | 10.º         |
| 2022      | Campeonato de España de F4                 | Campos Racing  | 21           | 0            | 0            | 0            | 1            | 173          | 5.º          |
| 2023      | Campeonato Italiano de GT - GT3 Pro-Am Cup | AKM Motorsport | Disputándose | Disputándose | Disputándose | Disputándose | Disputándose | Disputándose | Disputándose |
| Fuente:   |                                            |                |              |              |              |              |              |              |              |

## Resultados

### Campeonato de España de F4
(Clave) (negrita indica pole position) (cursiva indica vuelta rápida puntuable)

| Año  | Equipo        | 1   | 1   | 1   | 2   | 2   | 2   | 3   | 3   | 3   | 4   | 4   | 4   | 5   | 5   | 5   | 6   | 6   | 6   | 7   | 7   | 7   | Pos  | Puntos |
| ---- | ------------- | --- | --- | --- | --- | --- | --- | --- | --- | --- | --- | --- | --- | --- | --- | --- | --- | --- | --- | --- | --- | --- | ---- | ------ |
| 2021 | MP Motorsport | SPA | SPA | SPA | NAV | NAV | NAV | ALG | ALG | ALG | ARA | ARA | ARA | VAL | VAL | VAL | JER | JER | JER | BAR | BAR | BAR | 10.º | 65     |
| 2021 | MP Motorsport | 7   | 1   | 11  | 3   | 6   | Ret | 9   | 6   | 11  | 8   | Ret | 7   | 15  | 12  | 8   | 9   | 9   | 11  | 10  | 12  | 9   | 10.º | 65     |
| 2022 | Campos Racing | ALG | ALG | ALG | JER | JER | JER | VAL | VAL | VAL | SPA | SPA | SPA | ARA | ARA | ARA | NAV | NAV | NAV | BAR | BAR | BAR | 5.º  | 173    |
| 2022 | Campos Racing | 7   | 11  | 9   | 5   | 4   | 2   | Ret | 8   | 4   | 5   | 5   | 4   | 7   | 11  | Ret | 10  | 19  | 9   | 14  | 6   | 8   | 5.º  | 173    |